# 青木耕平
青木 耕平（あおき こうへい、1972年8月8日 - ）は、日本の実業家。埼玉県生まれ。株式会社クラシコム代表取締役社長。

## 来歴
- 高校卒業し7年間は、定職にも就かず、トラックの運転手、市場の出荷作業、化粧品の実演販売などをした[1]。
- 2006年、実妹である佐藤友子と株式会社クラシコム共同創業[2]。賃貸不動産のためのインターネットオークションサイトをリリースするが、１年ほどで撤退[3]。
- 2007年9月、北欧雑貨専門のECサイト「北欧、暮らしの道具店」を開業。- 撤退時に「最後の社員旅行」として兄妹で北欧を旅行、そこで買い付けた雑貨をネットで販売すると、あっという間に売り切れたため、「北欧、暮らしの道具店」開業を思いつく[4]。
- 2008年11月、「クラシコムの蚤の市」を開催。
- 2010年には月商が1,000万円にまで成長し、年間の売上高が1億円を突破する[1]。
- 2013年、小冊子『 暮らしノオト』創刊。
- 2018年、オリジナル短編ドラマ『青葉家のテーブル』（西田尚美・主演）公開[5][6]。
- 2021年7月期には売上が45.3億円を突破[7]。
- 2022年7月11日、同年8月5日に東証グロース市場へ上場することが発表された[8]。

## 出演番組
- ワールドビジネスサテライト[9]（テレビ東京）
- 日経スペシャル カンブリア宮殿 素敵な生活が実現！ 新たな時代のモノの売り方（2023年4月13日、テレビ東京）- クラシコム 社長として出演[4]。